# 이반 푼도라
이반 푼도라 살디바르(스페인어: Iván Fundora Zaldívar, 1976년 4월 14일~)는 쿠바의 레슬링 선수, 지도자이다. 2004년 하계 올림픽 남자 레슬링 자유형 페더급 종목에서 은메달을 획득했으며 2007년 세계 선수권 대회에서 동메달을 획득했다.

## 경력
1976년 마야베케주 귀네스에서 태어났다. 8살 때인 1984년에 레슬링을 시작했으며 이셀 몬테로에게 훈련을 받았다.
레슬링으로 진로를 정한 후 쿠바 국내 레슬링팀인 세로 펠라도에 입단하였으며 아르투로 야네스 아르마스와 페드로 발에게 본격적으로 훈련을 받았다. 1994년에 쿠바 주니어 국가대표로 발탁되어 그 해 8월 헝가리 부다페스트에서 열린 1994년 세계 주니어 선수권 대회에서 8위에 올랐다. 이후 1998년에 처음으로 쿠바 국가대표 선수로 발탁 되어 상크티스피리투스에서 열린 세로 펠라도 초청 대회에 참가했다. 이 대회에서 미국의 앨런 프리드와 존 피셔 두 미국 선수의 뒤를 이어 3위에 올랐다. 이후 국제 대회 출전없이 활동하다가 2003년에 27세의 나이로 다시 쿠바 국가대표 선수로 발탁되었다.
2003년 3월 과테말라의 과테말라시티에서 열린 2003년 팬아메리카 선수권 대회에 참가했으며 미국의 커크 화이트와 캐나다의 졸탄 후니아디를 꺾고 우승을 차지했다. 이듬해인 2004년 1월 슬로바키아 브라티슬라바에서 열린 2004년 올림픽 참가 예선에 참가하여 미국의 조 윌리엄스의 뒤를 이어 2위에 오르면서 올림픽 출전권을 획득했다. 4월에는 아제르바이잔 바쿠에서 열린 월드컵에 출전하여 자유형 페더급 2위에 오르며 쿠바 자유형 레슬링팀의 동메달 획득에 기여했다. 5월에 과테말라시티에서 열린 2004년 팬아메리카 선수권 대회에서도 미국의 화이트와 베네수엘라의 후안 알바레스를 꺾고 다시 한 번 우승을 차지했다.
2004년 8월 그리스 아테네에서 열린 2004년 하계 올림픽에 쿠바 국가대표로 참가하면서 선수 경력 첫 올림픽에 출전했다. 푼도라는 이 대회에서 자유형 페더급에 출전했으며 인도의 수지트 만, 일본의 오바타 구니히코를 연달아 꺾었으며 8강에서 2000년 하계 올림픽 라이트급 우승자인 캐나다의 대니얼 이갈리를 격파했다. 그 후 준결승에서 카자흐스탄의 겐나디 랄리예프에게 패하여 결승 진출에는 실패했으나 동메달 결정전에서 폴란드의 크리스티안 브조조프스키를 꺾으면서 동메달을 획득했다.